# Gabriel de Yturri
Gabriel de Yturri (Yerba Buena, Tucumán, Argentina, 12 de marzo de 1860 - Neuilly-sur-Seine, Francia, 6 de julio de 1905), cuyo nombre de nacimiento es Gregorio Gabriel Iturre Zurita, es conocido por haber sido el secretario y compañero de Robert de Montesquiou. Un solo autor le adjudica, erróneamente, una procedencia peruana debido presuntamente al origen andino de su madre.

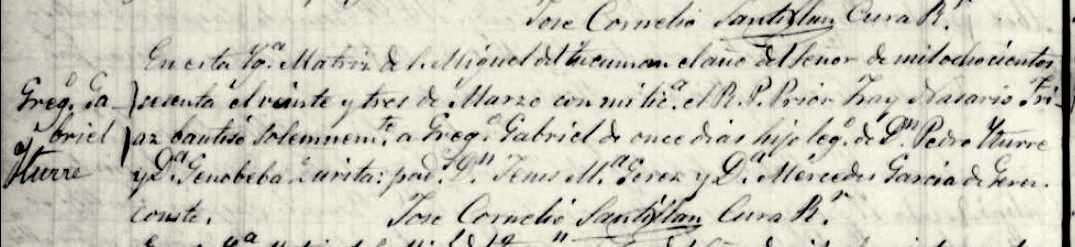
Gabriel Iturre, certificado de bautismo

## Orígenes tucumanos: las memorias de Paul Groussac
Las referencias sobre Gabriel Yturri aparecen en las memorias de Paul Groussac, quien fue su profesor en las aulas del Colegio Nacional de Tucumán. Bautizado como Gabriel Iturre, era hijo natural de una mujer muy humilde, quien se desvelaba por vestir a su hijo con las mejores ropas que llegaban a Tucumán. En sus memorias, Groussac relata cómo en una representación escolar Yturri se vistió con ropas femeninas y actuó con tal verosimilitud que provocó un escándalo entre el alumnado y la conservadora sociedad tucumana.
Ante las burlas de sus compañeros huyó de la provincia junto a una compañía de circo rumbo a Buenos Aires. Hacia 1881, con la intención de estudiar en un colegio dominico, viaja a Portugal, junto a un amigo de la familia: el cura Vaughan. No se tiene otra referencia de su vida hasta 1883, que reaparece en París. Yturri se estableció allí, sirvió de secretario del barón Doasan y cambió su nombre por el de Gabriel de Yturri.

## Su vida en el París de la Belle Epoque: amigo de Robert de Montesquiou e inspiración para Marcel Proust
En 1885 conoció a Robert de Montesquiou y se convirtió en uno de sus secretarios, su confidente y su compañero. La cuestión de si también fueron amantes es discutida: algunos afirman que sí, mientras que otros sostienen que su relación fue más bien platónica, con Montesquiou habiendo elegido mantenerse casto para no dar pie al escándalo. Aun así, la relación fue cruelmente criticada: a la muerte de Yturri, recorrió París la frase Mort Yturri, te salue, tante, pronunciado en francés suena similar a: Morituri te salutant, aunque significa «Muerto Yturri, te saludo, loca».
Conoció también a Marcel Proust inspirando el personaje de Jupien, secretario del Barón Charlus, en la novela En busca del tiempo perdido.
Murió de diabetes en 1905. Su desaparición afectó profundamente a Montesquiou. Tres años después de su muerte, Montesquiou hizo publicar en su memoria una antología de testimonios, poemas y correspondencia bajo el título Le Chancelier de fleurs, douze stations d'amitié, con una tirada de cien ejemplares.

Luego de su muerte, la revista Caras y Caretas de Argentina publicó un panegírico sobre Yturri escrito por Montesquiou:

Quiero hablar de Gabriel de Iturri, tucumano de origen y perteneciente a una familia muy conocida y apreciada. La suerte, o mejor dicho, la providencia de un encuentro mundano, me lo hizo conocer en 1885; y desde entonces no cesó de prodigarme su fe en mis obras y su amistad y afección a mi persona con ingenioso cuidado casi genial; Gabriel de Iturri me ayudó en todas las dificultades y me ha sostenido en todas las pruebas por las cuales el tenido que pasar. El apoyo que mi familia me negó y la comprensión que me regateaban mis amigos, todo lo encontré en este extranjero; él me protegió sin una duda, sin un desfallecimiento durante veinte años, al cabo de los cuales la desclimatación y la vida de fiebre en un centro que no era el suyo -París- lo usurparon a mi corazón y al cariño de todos los que le conocieron y trataron. En cambio de lo que él hizo por mí y en reconocimiento a sus favores, yo no deseo nada con tanto ardor como alcanzar un día el triunfo de mis obras. Y quiero que triunfen no por el renombre que ellas puedan traerme, sino para que Aquel que fue mi colaborador ocupe en la historia literaria de Francia el sitio que le corresponde.
Robert de Montesquiou

Al morir en 1921, por deseo de última voluntad, Montesquiou fue enterrado junto a Gabriel, en la misma tumba.